# Samuel z Kalamun
Samuel z Kalamun (ur. ok. 597, zm. 695) – koptyjski mnich, założyciel klasztoru w Kalamun w pobliżu Facjum. Samuel z Kalamun był przełożonym tego klasztoru przez 57 lat. W następstwie prześladowań ze strony Cyrusa z Aleksandrii - patriarchy melchickiego - spędził pewien czas  w niewoli u beduinów. Miał dobre kontakty z Arabami.
O Samuelu z Kalamun opowiada zachowany fragmentarycznie po koptyjsku anonimowy panegiryk, a także Żywot napisany przez następcę Izaaka z Kalamun (trzy wersje koptyjskie i jedna etiopska).
Niektórzy badacze błędnie przypisywali Samuelowi z Kalamun Apokalipsę (Epistula prophetica) zapowiadającą podbicie Egiptu przez Arabów.